# ووبین رودووته
ووبین رودووته (به لاتین: Łubin Rudołty) یک روستا در لهستان است که در گمینا بیلسک پودلاسکی واقع شده‌است.